# Михайлюк, Евгений Витальевич
Евгений Витальевич Михайлюк (29 августа 1952, Винники (Львов), Украинская ССР) — советский футболист, нападающий.
В 1971—1973 годах выступал за дубль львовских «Карпат». За основную команду провёл четыре матча. В конце июля — начале августа 1972 года сыграл два матча в чемпионате — против «Локомотива» (1:4) и «Днепра» (0:0) выходил в середине второго тайма; в полуфинальном матче Кубка СССР против московского «Спартака» отыграл первый тайм. 1 апреля 1973 года провёл полный матч против «Нефтчи» (0:0) в 1/16 Кубка СССР. В дальнейшем выступал за клубы второй лиги СК Луцк (1974), «Авангард» Ровно (1975), «Буковина» Черновцы (1977—1979) и первенства КФК СКА Львов (1974—1975), «Сокол» Львов (1976, 1980), «Химик» Дрогобыч (1979).